# Wikispecies
Wikispecies (aportuguesado: Wiki Espécies) é um projeto online, baseado no sistema wiki, sustentado pela Fundação Wikimedia que visa a criação de um catálogo de todas as espécies conhecidas até então. O projeto destina-se a cientistas, ao invés do público geral. Jimmy Wales, presidente emérito da Fundação Wikimedia, tem dito que os editores contribuintes não são requeridos por fax, conforme seus graus, mas sustenta que terá de passar por uma inspeção técnica com os editores. Wikispecies está somente disponível sob a GNU Free Documentation License.
Iniciado em agosto de 2004, com biólogos do mundo todo convidados a contribuir, o projeto vem crescendo em um quadro muito amplo, no qual adota a Taxonomia de Lineu, com ligações para artigos da Wikipédia em espécies individuais desde abril de 2005.

## História
Benedikt Mandl coordenou os esforços de diversas pessoas que estão interessadas em se envolverem com o projeto e contatou apoiantes com potencial no início do verão de 2005. Bases de dados foram avaliadas e os administradores contatados, nos quais alguns deles concordaram em disponibilizar seus dados para o Wikispecies. Benedikt Mandl definiu, então, as duas mais importantes tarefas:
1. Descobrir como o conteúdo da base de dados deveria ser apresentado - consultando peritos, usuários não-profissionais com potencial e comparando as informações com diversas outras existentes.
2. Descobrir como fazer o software, que hardware é requerido e como cobrir os custos - consultando peritos, procurando voluntários e patrocinadores com potencial.

Vantagens e desvantagens foram amplamente discutidas pela Wikimedia-I mailing list. O conselho de diretores da Fundação Wikimedia votaram quanto ao estabelecimento do Wikispecies; o resultado foi: 4 votos a favor e nenhum contrário à ideia. O projeto foi lançado em agosto de 2004, porém apenas foi oficialmente fundido como projeto-irmão da Fundação Wikimedia em 14 de setembro de 2004.
Em 10 de outubro de 2006, o projecto excedeu 75.000 artigos. Em 20 de maio de 2007, ultrapassou 100.000 artigos com um total de 5.495 utilizadores registados. Em 8 de setembro de 2008, o projeto ultrapassou 150.000 artigos com um total de 9.224 utilizadores registados.